# Ex Machina (Comic)
Ex Machina ist eine Comicserie des Imprints Wildstorm des US-amerikanischen Comicverlags DC Comics. Sie wurde im August 2004 von Brian K. Vaughan (Story) und Tony Harris (Zeichnungen) erschaffen. Die Rechte an der Serie liegen beim Autor. Die Serie gewann 2005 den Eisner Award als Beste Neue Serie und war im selben Jahr für den Harvey Award nominiert. Am 14. Juli 2005 gab New Line Cinema bekannt, dass sie die Filmrechte an der Serie gekauft haben.

## Inhalt

### The First Hundred Days (#1 – #5)
Mitchell Hundred, von Beruf Bauingenieur, tritt bei einem Unfall an der Brooklyn Bridge im Hudson River in Kontakt zu einem außerirdischen Artefakt. Dadurch erlangt er die Fähigkeit zu allem Mechanischen zu "sprechen". Seine neugewonnenen Kräfte setzt er als Superheld namens "Great Machine" zum Wohl der Bevölkerung von New York City ein. Dazu benutzt er ein raketengetriebenes Jet-Pack, welches ihm ermöglicht zu fliegen. Am 11. September 2001 fängt er United Airlines Flug 175, die gekaperte Boeing 767 ab, die für die Zerstörung des Südturms des World Trade Centers verantwortlich war. Da der Sohn einer liberalen, politisch aktiven Mutter bei seinen Rettungsmissionen zum Teil unachtsam ist, beschließt er sein Vigilanten-Dasein an den Nagel zu hängen und eine politische Karriere zu starten.
Als neuer Bürgermeister von "Big Apple" muss er in einem harten New Yorker Winter den Mord an diversen Schneepflugführern durch einen mysteriösen bewaffneten Mann aufklären. Außerdem gerät Mitchell Hundred in die Schusslinie, weil er mittels kommunaler Mittel ein öffentlich kontrovers diskutiertes Gemälde einer jungen Star-Künstlerin finanzierte.
Zeichner Tony Harris erschafft photorealistische Hintergründe mit präzise gerenderten Figuren. Ein feiner Überzug von übertriebenen cartoonartigen Effekten gibt den Charakteren eine persönliche Note. J. D. Mettler koloriert den Comic fahl und blass, was eine fluoreszierende Lichtdurchlässigkeit erzeugt.

### Tag (#6 – #10)
In den New Yorker U-Bahnen findet sich ein neues Gang-Abzeichen ("Tag"), das stark an das Kräfte spendende Artefakt erinnert, welches Mitchell Hundred zur "Great Machine" werden ließ. Betrachter dieses Symbols werden aufgewühlt und gewalttätig. In den Schächten treibt sich außerdem ein U-Bahn-Monster herum, das einen Hund ausweidet und Bauarbeiter ermordet. Schließlich muss sich der Bürgermeister die Frage stellen, ob er homosexuelle Paare in "Big Apple" heiraten lassen möchte.

### Fact V. Fiction (#11 – #16)
Mitchell Hundred, der New Yorker Bürgermeister, nimmt die von den meisten Amerikanern verhasste "jury duty" an, obwohl es ihm ein Leichtes gewesen wäre, mittels juristischer Schachzüge dieser Pflicht zu entkommen. Gleichzeitig müssen seine beiden – durch seine Abwesenheit allein gelassenen – "Sidekicks" Kremmlin und Bradbury einen neuen Vigilanten namens "The Automation" stoppen.
In der letzten Geschichte des vorliegenden Bandes erfahren wir einiges darüber, wie Mitch Hundred "tickt": Welcher Weg ist geeigneter, um einen Menschen zu verstehen, als die Personen kennenzulernen, die diesen Menschen erzogen haben? So bekommt der Bürgermeister einen Anruf von einer lange Zeit untergetauchten Person – seiner Mutter. Diesen Anruf verfolgt er auf raffiniert inszenierte Weise zurück, um herauszufinden, wo seine Mutter sich aufhält und was in ihrem Leben schieflief. Wie so oft sind die Schicksale seiner Nächsten mit Lügen des eigenen Lebens verflochten.

## Veröffentlichungen
- Nachdrucke als Tradepaperback:

Ex Machina Vol. 1: The First Hundred Days (beinhaltet #1–5, ISBN 1-4012-0612-3)
Ex Machina Vol. 2: Tag (beinhaltet #6–10, ISBN 1-4012-0626-3)
Ex Machina Vol. 3: Fact v. Fiction (beinhaltet #11–16, ISBN 1-4012-0988-2)
Ex Machina Vol. 4: March on War (beinhaltet #17–20, Special #1–2, ISBN 1-4012-0997-1)
Ex Machina Vol. 5: Smoke Smoke (beinhaltet #21–25, ISBN 1-4012-1322-7)
Ex Machina Vol. 6: Power Down (beinhaltet #26–29, ISBN 1-4012-1498-3)
- In Deutschland erscheinen die Titel seit dem Jahr 2007 bei Panini Comics:

Ex Machina 1: Die ersten hundert Tage (ISBN 978-3-86607-361-6)
Ex Machina 2: Zeichen (ISBN 978-3-86607-545-0)
Ex Machina 3: Fakt vs. Fiktion